# Civrieux-d'Azergues
Civrieux-d'Azergues è un comune francese di 1 550 abitanti situato nel dipartimento del Rodano della regione Alvernia-Rodano-Alpi.
Il suo territorio è bagnato dalle acque del fiume Azergues.

## Storia

### Simboli
Il grifone è ripreso dal blasone della famiglia Sarron (d'argento, al grifone di rosso) che furono signori del luogo fino alla metà del XVIII secolo e il cui stemma è ancora visibile all'esterno del castello; il cuore simbolizza la solidarietà; le fasce azzurre con la fila di alberi rappresentano i pioppi che costeggiano il fiume Azergues.

## Società

### Evoluzione demografica
Abitanti censiti

## Amministrazione

### Gemellaggi
- Corciano
- Pentling